# Renovar (partido político)
Renew Britain es un movimiento y partido político del Reino Unido fundado por Chris Coghlan en 2017. El partido se opuso al Brexit. Piden un segundo referéndum que pueda revertir el artículo 50 del proceso de salida de la Unión Europea.
El partido ha sido comparado con En Marche de  Emmanuel Macron de Francia. El partido tiene alrededor de 200 candidatos y su objetivo es adquirir hasta 650 nuevos militantes para las siguientes electiones. Su perfil de Twitter posee 13000 seguidores y su página de Facebook 1500.